# Wasilij Bancekin
Wasilij Nikołajewicz Bancekin (ros.  Василий Николаевич Банцекин, ur. 13 stycznia 1923 we wsi Łaszyno w powiecie jegorjewskim w guberni moskiewskiej, zm. w listopadzie 1943 w obwodzie homelskim) – radziecki żołnierz, czerwonoarmista, uczestnik wojny z Niemcami, uhonorowany pośmiertnie tytułem Bohatera Związku Radzieckiego (1944).

## Życiorys
Urodził się w rodzinie chłopskiej. Od 1933 mieszkał z rodziną w Syzraniu, gdzie skończył 6 klas szkoły, po czym został uczniem ślusarza. 26 czerwca 1942 został powołany do Armii Czerwonej i wcielony do 380 zapasowego pułku piechoty. Od 28 lutego 1943 uczestniczył w walkach z Niemcami, walczył na Froncie Centralnym w składzie 109 gwardyjskiego pułku piechoty. Został członkiem WKP(b). Brał udział w operacji orłowskiej i czernihowsko-prypeckiej jako telefonista 109 gwardyjskiego pułku piechoty 37 Gwardyjskiej Dywizji Piechoty 19 Korpusu Piechoty 65 Armii. 27 marca 1943 przyznano mu Medal za Odwagę. Podczas walk pod Dmitrowskiem w obwodzie orłowskim 9 sierpnia 1943 w starciu z grupą niemieckich żołnierzy zabił osobiście podobno 9 wrogów. Następnego dnia ubezpieczał łączność telefoniczną między dowódcą kompanii a dowódcą batalionu podczas odpierania niemieckich kontrataków, przywracając łączność utraconą od nieprzyjacielskiego ognia. 12 września 1943 podczas forsowania Desny w rejonie Nowogrodu Siewierskiego jako jeden z pierwszych przekroczył rzekę pod ogniem wroga. Po natknięciu się na pole minowe na prawym brzegu, zaczął wykopywać miny; wykopał wówczas 32 z nich. Zniszczył również wówczas granatem stanowisko ogniowe wroga. 21 września w walce o wieś Kudłajewka wdarł się do wsi wraz z drużyną żołnierzy i pomógł w opanowaniu trzech domów, z których wnętrza wróg prowadził ogień. Miał wówczas zabić granatami 17 Niemców. Później brał udział w walkach w obwodzie homelskim, podczas których zaginął bez wieści. Uchwałą Prezydium Rady Najwyższej ZSRR z 15 stycznia 1944 otrzymał tytuł Bohatera Związku Radzieckiego i Order Lenina.